# Pemba Dorjee Sherpa

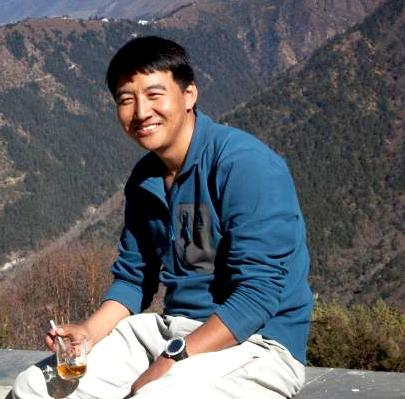
Pemba Dorjee Sherpa (2012)

Pemba Dorjee Sherpa (* 1982) ist ein nepalesischer Sherpa, der als Höhensherpa für Himalaya-Expeditionen tätig war. Er galt zeitweise als der schnellste Besteiger des Mount Everest. Nachdem er am 23. Mai 2003 den Gipfel über die Südroute nach 12 Stunden und 46 Minuten erreichte, wurde dieser Geschwindigkeitsrekord bereits drei Tage später durch Lhakpa Gelu Sherpa (10 Stunden und 46 Minuten) unterboten. Am 21. Mai des darauffolgenden Jahres bewältigte Pemba Dorjee im Alter von 27 Jahren die Strecke vom Basislager bis zum Gipfel in 8 Stunden und 10 Minuten. Allerdings gibt es für diesen Rekord keine Augenzeugen, da Pemba Dorjee an diesem Tag allein unterwegs war. Eindeutig dokumentiert ist nur seine Startzeit. Am Gipfel nahm er mit dem Verbindungsoffizier im Basislager Funkkontakt auf und beschrieb dort Gegenstände, die am Vortag von anderen Bergsteigern am Gipfel zurückgelassen wurden. Der Rekord wurde daraufhin von seinem Vorgänger angezweifelt. Nach einer Untersuchung durch das Nepalesische Ministerium für Kultur, Tourismus und zivile Luftfahrt wurde er aber offiziell anerkannt.
2017 landete der Rekord vor dem Supreme Court Nepals. Der Supreme Court ordnete die Annullierung des Rekords von Pemba Dorjee Sherpa für die schnellste Besteigung des Mount Everest an, da dieser es versäumt habe, stichhaltige Beweise für seine Behauptung vorzulegen, er habe den höchsten Gipfel der Welt am 21. Mai 2004 in acht Stunden und zehn Minuten bestiegen. So verlor er nach 13 Jahren seinen Rekord.
Er bestieg bis 2021 21 mal den Mount Everest und fünf weitere 8000er-Gipfeln. Acht Familienmitglieder bestiegen den Mount Everest.
Seit 2005 lebt er zusammen mit Frau und zwei Töchtern in Ann Arbor in den USA. 2024 veröffentlichte Corrine Richardson das Buch Beyond Everestt: One Sherpa’s Summit and Hope for Nepal mit Pemba Dorjee Sherpa als Co-Autor, über sein Leben.